# 佐賀電視台
株式會社佐賀電視（日语：／ Saga Terebi */?），通稱佐賀電視台（サガテレビ），簡稱SAGA TV/sts，是日本的一家以佐賀縣為放送地域的電視台。佐賀電視台開播于1969年4月1日，是佐賀縣唯一的民營電視台，並和NHK佐賀放送局並列為佐賀縣的兩家無線電視台。佐賀電視台的呼號為JOSH-DTV，遙控器號碼是3頻道，是富士電視台系列的FNN和FNS成員。

## 資本構成
下表列出2015年3月31日時佐賀電視台的主要股東:456：
| 資本金         | 發行股份總數 | 股東數 |
| -------------- | ------------ | ------ |
| 3億8.000萬日元 | 380,000股    | 28     |

| 股東                           | 持股數   | 比例   |
| ------------------------------ | -------- | ------ |
| 西日本新聞社                   | 38,850股 | 10.22% |
| 九州電力                       | 35,000股 | 9.21%  |
| 西日本電視台                   | 30,000股 | 7.89%  |
| 佐賀新聞社                     | 26,600股 | 7.00%  |
| 理光                           | 26,550股 | 6.98%  |
| 佐賀電視台從業従業員持株会     | 26,300股 | 6.92%  |
| 佐賀縣有明海漁業協同組合聯合會 | 20,000股 | 5.26%  |
| 佐賀銀行                       | 19,000股 | 5.00%  |
| 昭和自動車                     | 15,000股 | 3.94%  |
| 佐電工                         | 12,750股 | 3.35%  |

## 歷史
佐賀縣和福岡縣、長崎縣相鄰，且由於佐賀縣東部和福岡縣並無高山阻隔，因此可接收到福岡縣及熊本縣的電波:14。而熊本放送、長崎放送等鄰縣的廣播公司也在佐賀設立分支機構，事實上將佐賀縣視為播出地區:14-15。為改變這一情況，曾有「佐賀放送株式會社」在1961年向九州電波監理局申請開設電視台，但被駁回:15。此後佐賀放送、TV佐賀（株式会社テレビ佐賀）、佐賀放送電視（佐賀放送テレビ会社）三家公司申請在佐賀縣開設UHF電視台，但郵政省依然態度消極:15-16。直到1967年，郵政省才在UHF頻道計劃表中列入佐賀。三家公司也同意統合為「佐賀放送株式會社」進行申請，並在同年11月1日獲得預備執照:16。翌年3月16日，佐賀放送舉辦創立總會:16，並於6月12日將公司名改為佐賀電視台:17。當時的電視機需要接收器才能收看UHF訊號節目。佐賀縣內雖然UHF接收器的普及率已接近30%，但仍不足以維持經營。為此佐賀電視台在開播前積極普及UHF接收器，在開播時將接收器普及率提高至60%:17-18。由於西日本新聞在佐賀電視台開播過程中發揮重要作用，因此佐賀電視台選擇加入西日本新聞出資的西日本電視台所屬的富士電視台系列聯播網:18。
1969年4月1日早晨8時24分，佐賀電視台正式開始播出:21。同年佐賀電視台在伊万里市、唐津市、武雄市設立轉播站，令其訊號覆蓋了佐賀縣大部分地區:24。開播第一年，佐賀電視台錄得超過5,000萬日元的赤字:26。1972年度，佐賀電視台首次實現約2,000萬日元的盈利:26。自1970年代中期開始，佐賀電視台導入了電子新聞採集（ENG）系統:33。1976年5月，佐賀電視台自公司的攝影棚竣工:28。1989年，佐賀電視台導入了衛星新聞轉播（SNG）系統:47。
在1990年代初期，佐賀電視台開設了唐津支局和鳥栖支局，強化縣內的新聞取材能力:49。1994年2月，佐賀電視台新總部竣工。同年9月1日開始，佐賀電視台自新總部播出節目:41-42。同時佐賀電視台啟用了新聞專用攝影棚:49。2006年12月1日，佐賀電視台開始播出數位電視訊號，並於2011年7月24日停止播出類比電視。2016年，佐賀電視台啟用現行商標。

## 節目
在開播初期，由於財力和人力極為有限，佐賀電視台在傍晚的地方新聞節目由佐賀新聞製作，其他時間的新聞節目則由西日本新聞製作。這一體制維持了20年之久:23。1973年，佐賀電視台實現新聞節目彩色化:103。1978年，佐賀電視台開始在平日傍晚播出帶狀新聞節目sts新聞報告。1985年時，該節目收視率已大幅領先NHK佐賀的地方新聞節目:31。1984年5月，佐賀電視台首次獲得FNN月間賞:47。1989年，佐賀電視台開始自行製作傍晚的地方新聞節目:47。現在佐賀電視台在傍晚播出的自製新聞資訊節目是《Kachikachi Press》，自2015年開始播出。
1977年，隨著自公司攝影棚的完成，佐賀電視台的節目製作能力大幅提升，開始每月平均製作兩部特別節目:27。1982年，為紀念唐津市和揚州市簽訂友好城市協議，佐賀電視台製作海外取材節目《你好揚州》:27。1983年至1984年，為慶祝開播15週年，佐賀電視台製作了紀念節目《故鄉再發現系列》，探訪佐賀縣的歷史與文化:51。

## 外部連結
- SAGA TV 佐賀電視台官方網站 （页面存档备份，存于）
- YouTube上的佐賀電視台頻道
- 佐賀電視台【官方】的X（前Twitter）
- 佐賀電視台的Facebook專頁